# گونگمبیتسه
گونگمبیتسه (به لاتین: Goniembice) یک روستا در لهستان است که در گمینا لیپنو (استان لهستان بزرگ‌تر) واقع شده‌است. گونگمبیتسه ۲۱۰ نفر جمعیت دارد.